# 蒂涅
蒂涅（法語：Tignes，法語發音：[tiɲ]）是法國東南部奥弗涅-罗讷-阿尔卑斯大区萨瓦省的市镇，属于阿尔贝维尔区。

## 地理
蒂涅（45°28'11"N, 6°54'34"E）面积81.63 平方千米，位于法国奥弗涅-罗讷-阿尔卑斯大区萨瓦省的塔朗泰斯谷，有着在薩瓦地區離里昂、日内瓦、尚贝里最好的交通位置。
与蒂涅接壤的市镇（或旧市镇、城区）包括：雷姆圣母村、瓦尔格里桑什、瓦努瓦斯地区尚帕尼、佩塞-楠克鲁瓦、圣富瓦塔朗泰斯、瓦勒迪泽尔、维拉罗热、瓦勒瑟尼。
蒂涅的时区为UTC+01:00、UTC+02:00（夏令时）。

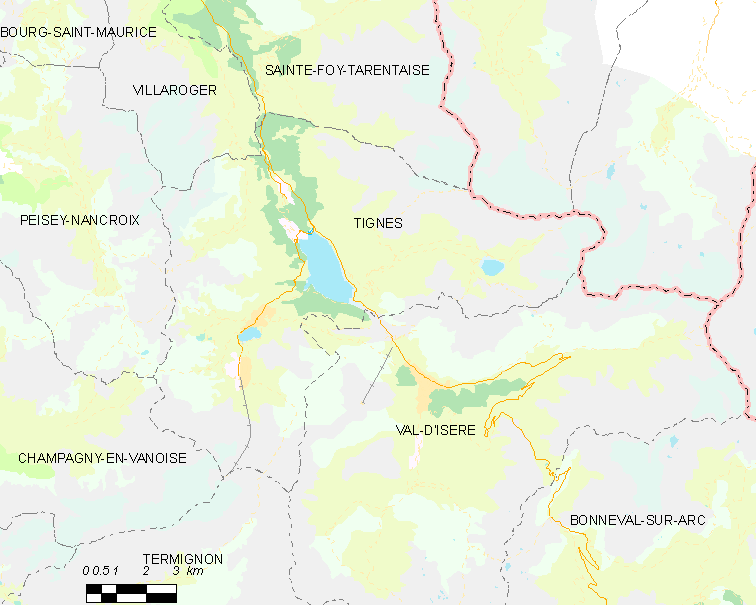
蒂涅的OSM定位图

## 行政
蒂涅的邮政编码为73320，INSEE市镇编码为73296。

## 政治
蒂涅所属的省级选区为圣莫里斯堡县。

## 文化

### 滑雪場
蒂涅以滑雪場最為知名，與附近瓦勒迪泽尔連在一起，它形成了“Espace Killy”滑雪場。蒂涅是1992年冬季奥林匹克运动会自由式滑雪場館和1992年冬季帕拉林匹克運動會的一部分主辦城市。
在老村失去後，決定在更高的湖（樂湖）開發滑雪勝地。這是一個非常適合滑雪的谷地，由格朗德莫特冰川所支持。該度假村大部分在20世紀60年代開發，建築風格反映了當時被認為是良好的建築設計。近年來，這個小鎮一直在努力改善新村莊的面貌，取得了一些成果。

## 人口

1962-2008年间蒂涅人口变化图示

蒂涅于2022年1月1日时的人口数量为1953人。